# Propylenglykolmethylether
Propylenglykolmethylether (též 1-methoxy-propan-2-ol) je organická sloučenina používaná jako rozpouštědlo, s mnoha různými využitími; podobně jako další glykolethery se přidává do inkoustů, barev a laků. Také bývá přítomen v nemrznoucích kapalinách pro naftové motory.